# Hydrellia cruralis
Hydrellia cruralis är en tvåvingeart som beskrevs av Daniel William Coquillett 1910. Hydrellia cruralis ingår i släktet Hydrellia och familjen vattenflugor. Inga underarter finns listade i Catalogue of Life.